# Qarīneh Darreh-ye ‘Olyā
Qarīneh Darreh-ye ‘Olyā (persiska: قَرينِه دَرِّه, قرينه درّۀ عليا, Qarīneh Darreh) är en ort i Iran.   Den ligger i provinsen Markazi, i den centrala delen av landet, 290 km sydväst om huvudstaden Teheran. Qarīneh Darreh-ye ‘Olyā ligger 2 115 meter över havet och antalet invånare är 128.
Terrängen runt Qarīneh Darreh-ye ‘Olyā är huvudsakligen kuperad, men den allra närmaste omgivningen är platt. Runt Qarīneh Darreh-ye ‘Olyā är det ganska tätbefolkat, med 58 invånare per kvadratkilometer. Närmaste större samhälle är Hendūdūr, 8,1 km sydost om Qarīneh Darreh-ye ‘Olyā. Trakten runt Qarīneh Darreh-ye ‘Olyā består i huvudsak av gräsmarker.